# Даллес, Эвери Роберт
Эвери Роберт Даллес (англ. Avery Robert Dulles; 24 августа 1918, Оберн, США — 12 декабря 2008, Бронкс, Нью-Йорк, США) — американский кардинал, крупный католический богослов, не имевший епископской ординации. Кардинал-дьякон с титулярной диаконией Сантиссими-Номи-ди-Джезу-э-Мария-ин-виа-Лата с 21 февраля 2001. Сын Джона Фостера Даллеса и племянник Аллена Даллеса.